# Вахляж
«Вахляж» (пол. Wachlarz «веер») — кодовое название специального подразделения Армии Крайовой. Постановление о создании подразделения было принято польским эмиграционным правительством в августе 1941. Задачей подразделения была разведывательно-диверсионная деятельность на оккупированных немцами западных территориях СССР («к востоку от советско-польской границы 1939 года»).
Командование осуществлялось из руководства о главном командовании ЗВЗ в Варшаве. Выделялись 5 операционных районов — Юг (1-й) и Север (2-й) Украины, Полесье (3-й), Беларусь (4-й), Инфлянты (5-й). Границы районов на карте радиально расходились на восток из Варшавы, напоминая веер (отсюда название).
Организационный период продолжался до весны 1942-го, диверсионные задачи выполнялись с весны-лета 1942-го. После реорганизации структуры Армия Крайова|Армии Крайовой в конце 1942-го — начале 1943 года подразделение вошло в состав «Кедыву АК» (руководство диверсиями).